# Yucca jaliscensis
Yucca jaliscensis är en sparrisväxtart som först beskrevs av William Trelease, och fick sitt nu gällande namn av William Trelease. Yucca jaliscensis ingår i släktet palmliljor, och familjen sparrisväxter. Inga underarter finns listade i Catalogue of Life.

## Bildgalleri

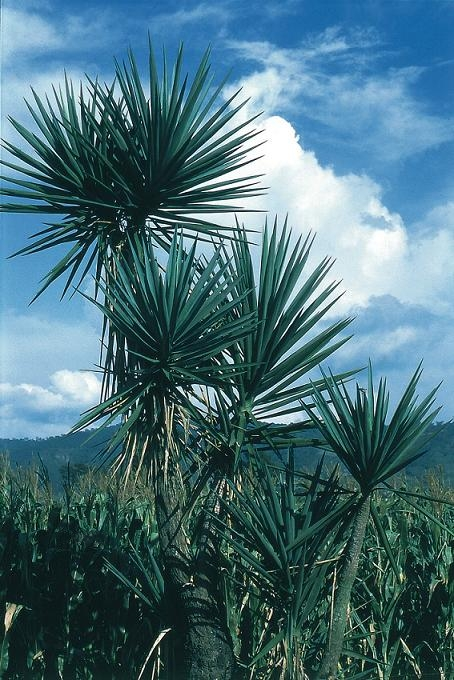
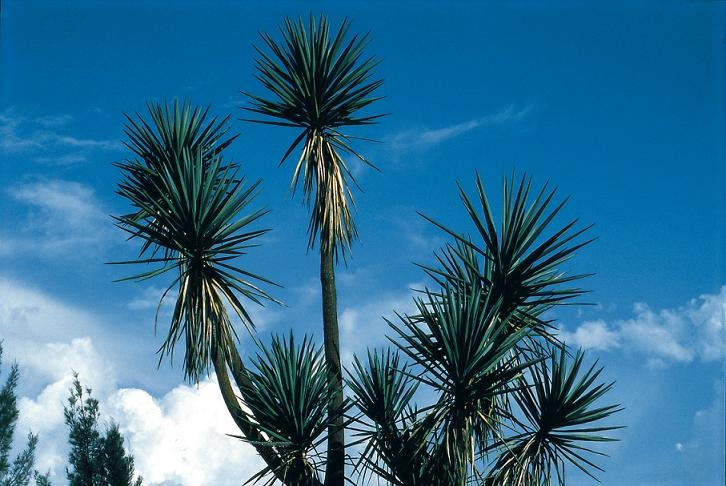